# Tortévas
Tortévas (en inglés y en francés: Torteval) es la más pequeña de las diez parroquias del Bailiazgo de Guernsey, una de las parroquias occidentales. Su nombre proviene de las palabras guernésiais para "valle retorcido".  La parroquia está dividida en dos por la parroquia de St. Pierre du Bois, con la parte en el este conocida como Torteval. La península separada al oeste se llama Pleinmont-Torteval. Incluye el punto más occidental de Guernsey y una reserva natural. La reserva, diseñada para las aves en la década de 1970, iba a ser remodelada para el Jubileo de Diamante de la Reina Isabel II de Inglaterra en 2012.
En guernésiais, a los habitantes de Torteval se les apodaba "ânes à pid dé ch'fa", o "burros con cascos de caballo".
En el centro de la parroquia hay una iglesia diseñada por John Wilson y construida en 1818, con la campana más antigua de las Islas del Canal, que data de 1432. La iglesia está construida en el sitio de una iglesia anterior, consagrada el 4 de noviembre de 1140, que  había caído en mal estado. La iglesia actual tiene el campanario más alto de Guernsey, que está destinado a ser utilizado como punto de referencia costero. En 1849 se propuso instalar una luz en el campanario, pero después de la inspección de Trinity House se encontró que no era adecuada.
El código postal de las direcciones de las calles de esta parroquia comienza con GY8.
La parroquia produce una revista regular llamada Les Tortévalais.